# Umberto Orsini
Umberto Orsini (Novara, 1934. április 2. –) olasz színpadi és filmszínész, színpadi rendező.

## Élete

### Színpadon
Először jogtudományt tanult Rómában, később átnyergelt a színjátszásra. A római Silvio D’Amico színiakadémián tanult. 1957-ben debütált színpadi színészként, Giorgio De Lullo rendező ifjú színészekből toborzott társulatában (Compagnia De Lullo-Falk-Valli-Guarnieri), a római Eliseo Színházban. Gianfrancesco Guarnieri színész mellett sikeresen szerepelt Az ügynök halála (Morte di un commesso viaggiatore) című Miller-drámában, majd Sarah Ferrati színésznővel együtt a Nem félünk a farkastól című Albee-darabban (1963), és számos más kortárs színműben, a kor neves színházrendezőinek keze alatt. Színészi munkája mellett 1980–1997 között ellátta az Eliseo Színház művészeti vezetőjének teendőit is. A 2000-es évektől saját színpadi társulata (Compagnia Orsini) élén dolgozik.

### Filmen
Első apró filmszerepét 1957-ben kapta Mauro Bolognini rendező A kacér Marisa című filmkomédiájában. Kisebb-nagyobb szerepecskék után 1960-ban, Federico Fellini Az édes élet című dráma-vígjátékában országos ismertséget szerzett egy látványos, bár kis mellékszereppel – ő volt a napszemüveges fickó, aki segít vetkőzni a filmbéli Nadiának (Nadia Gray színésznőnek). Magas, jó kiállású, megnyerő fiatalember volt, sok vígjátékban, krimiben, történelmi és kalandfilmben szerepelt, köztük Tony Richardson rendező A kisasszony (1966) és  A Gibraltár tengerészében (1967) c. filmjeiben. Drámai kulcsszerepekben is bevált, Luchino Visconti rendező nemzetközi sikerű társadalomkritikai filmjeiben, az Elátkozottakban (1969) és a Ludwigban (1973). Nemzetközi produkciókban is szerepelt, Leonard Hirschfield rendező 1966-os Lépcsők című romantikus drámájában Irene Papas partnere volt; Sergio Sollima rendező Az erőszak városa (1970) című bűnügyi filmjében Charles Bronsonnal és Telly Savalasszal játszott együtt. Több kiruccanást tett az erotikus műfajba is, főszerepet vitt a műfajt teremtő Emmanuelle-sorozat két filmjében is: Francis Giacobetti rendező Emmanuelle 2.-jében (1975) és François Leterrier rendező Goodbye, Emmanuelle!-jében (1977), mindkettőben a címszereplő Emmanuelle (Sylvia Kristel) férjét, Jeant alakította. Érett színész korában, az 1990-es évek közepén bibliai (ószövetségi) témájú filmekben kapott szerepeket, bizonyítva sokszínű emberábrázoló tehetségét.

## Főbb filmszerepei
- 2022: Marcel!; nagybácsi
- 2017: Agadah; Béliál
- 2013: Séfek csatája (Benvenuti a tavola); tévésorozat; Leone
- 2004: Visszatér a szerelem (L'amore ritorna); Ambrosini főorvos
- 2003: Hannover; Aiello ügyvéd
- 2000: A Biblia: Szent Pál (San Paolo); tévé-minisorozat; tribunus
- 2000: Lourdes: Szent Bernadett legendája (Lourdes); tévéfilm; Laurent atya
- 1999: Eszter, Perzsia királynője (Esther); tévéfilm; Memukán
- 1998: L’ospite; Antonio
- 1997: Salamon, a zsidók királya (Solomon); tévé-minisorozat; Nátán próféta
- 1997: Il viaggio della sposa; Don Diego
- 1994: Elles n’oublient jamais; Vienne
- 1984: Notti e nebbie; tévéfilm; Bruno Spada
- 1982: Colomba; tévé-minisorozat; Nevil ezredes
- 1980: Bionda fragola; Antonio
- 1978: Thomas Guérin nyugdíjas (Thomas Guérin… retraité); tévéfilm; cirkuszi bohóc
- 1978: A mások pénze (L’argent des autres); Blue
- 1978: La petite fille en velours bleu; Fabrizzio Conti
- 1978: Das fünfte Gebot; Hannacker Sturnführer / Redder atya
- 1977: Processo a Maria Tarnowska; tévé-minisorozat; Gyemjat Prilukov
- 1977: Goodbye, Emmanuelle! (Goodbye Emmanuelle / Emmanuelle 3); Jean
- 1977: L’avvocato della mala; Farnese mérnök
- 1977: Casanova & Co.; Tiretta gróf
- 1976: Menekülés Görögországból (Une femme à sa fenêtre); Rico Santorini
- 1976: Perdutamente tuo… mi firmo Macaluso Carmelo fu Giuseppe; Vito Buscemi ügyvéd
- 1975: Emmanuelle 2. (Emmanuelle: L’antivierge); Jean
- 1975: Corruzione al palazzo di giustizia; Erzi
- 1974: L’anticristo; Dr. Marcello Sinibaldi
- 1974: Vincent, Francois, Paul és a többiek (Vincent, François, Paul… et les autres); Jacques
- 1974: L’uomo senza memoria; Daniele
- 1973: Storia di una monaca di clausura; Don Diego
- 1973: Tony Arzenta – Vendetta (Tony Arzenta – Big Guns); Isnello
- 1973: Il delitto Matteotti; Amerigo Dumini
- 1973: Tosca (La Tosca); Cesare Angelotti
- 1973: Ludwig; Holnstein gróf
- 1972: Egy ember halott (Un homme est mort); Alex
- 1972: I figli chiedono perché; Michèle apja
- 1971: Tre quarti di luna; tévéfilm; a férfi
- 1971: Roma bene; Rubio Marescalli herceg
- 1970: Incontro d’amore; Carlo
- 1970: Az erőszak városa (Città violenta/Violent City); Steve
- 1970: Ein großer graublauer Vogel; Morelli
- 1969: Interrabang; Fabrizio
- 1969: Karamazov testvérek (I fratelli Karamazov); tévé-minisorozat; Iván Karamazov
- 1969: Elátkozottak (La caduta degli dei/Die Verdammten); Herbert Thallman
- 1968: Az ügynök halála (Morte di un commesso viaggiatore); tévéfilm; Biff
- 1967: A lány és a tábornok (La ragazza e il generale); Tarasconi
- 1967: A Gibraltár tengerésze (The Sailor from Gibraltar); képeslap-árus
- 1966: Lépcsők (Ta skalopatia); Roberto
- 1966: Playgirl; Timo
- 1966: A kisasszony (Mademoiselle); Antonio
- 1966: Il re; tévéfilm; Savoya hercege
- 1966: Addio giovinezza; tévéfilm; Mario
- 1965: La figlia del capitano; tévé-minisorozat; Pjotr Andrejics Grinyov
- 1964: Michelangelo élete (Vita di Michelangelo); tévésorozat; Tommaso De’ Cavalieri
- 1963: Gli spettri; tévéfilm; Osvald Alving
- 1963: Strip-tease; táncos
- 1963: Az igazságszolgáltatás nevében (Les bonnes causes); Philliet
- 1963: Lo zoo di vetro; tévéfilm; Tom Wingfield
- 1963: Noche de verano; Miguel
- 1963: A legrövidebb nap (Il giorno più corto); névtelen frontkatona
- 1962: Il mare; a színész
- 1961: Caccia all’uomo; Giovanni Maimonti
- 1961: Il pianeta degli uomini spenti; sci-fi; Dr. Fred Steele
- 1961: Io bacio… tu baci; Paolo
- 1960: Chiamate 22-22 tenente Sheridan; Tommy
- 1960: Szerelem Rómában (Un amore a Roma); Peppino Barlacchi
- 1960: Az édes élet (La dolce vita); napszemüveges férfi
- 1958: Le sorelle omicidi; tévéfilm; David
- 1957: A kacér Marisa (Marisa la civetta); névtelen tengerész